# Hemricourt

Wapen d'Hemricourt

Hemricourt, voorafgegaan door d' of de, was een Luikse adellijke familie.

## Geschiedenis
- In 1648 en 1700 werd een d'Hemricourt vermeld als lid van de Edele Staten van Luik.
- In 1729 was een d'Hemricourt lid van de Edele Staten van Namen.
- In 1745 verleende Maximiliaan van Beieren de titel graaf aan Jean-Claude de Hemricourt (uitgedoofde tak) en aan zijn broer Conrard de Hemricourt (zie hierna).

## Genealogie
- Conrard de Hemricourt, x Barbe de Sluse
  - Berthoud de Hemricourt (1737-1793), x Albertine van Rossem
    - Hert-Dieudonné de Hemricourt (1771-1817), x Marie-Agnès Bacquelaine (1788-1866)
      - Albert-Alexandre de Hemricourt (1808-1904), x Marie-Thérèse Dechamps (1808-1851)
        - Justin-Alphonse de Hemricourt (1844-1914), x Marie-Anne Dauven (1843-1906)
          - Alexandre-Richard de Hemricourt (1876-1927), x Emma Fréderick (1876-1963)
            - Roger-Richard de Hemricourt (1912-1970), x Albertine Van den Bossche (1909-1972)
              - Jacques d'Hemricourt (zie hierna)

        - Charles-Armand de Hemricourt (1848-1911)
          - Edmond d'Hemricourt (zie hierna)

  - Claude de Hemricourt (1742-1808), x Gérardine de Horion de Henisse (1741-1818)
    - Albert de Hemricourt (zie hierna)

## Jacques d'Hemricourt
Jacques Robert d'Hemricourt (Etterbeek, 19 januari 1942) trouwde in 1965 in Koekelberg met Christiane Deflandre (°1943). Hij verkreeg in 1989 adelserkenning. Het echtpaar heeft twee dochters, zodat de uitdoving van deze familietak in het verschiet ligt.

## Edmond d'Hemricourt
Edmond Marie Emmanuel Joseph d'Hemricourt (Frameries, 21 maart 1875 - Etterbeek, 13 juni 1937) trouwde in Brugge in 1910 met Léopoldine (Paule) Hanssens (1881-1945). Hij was majoor in de cavalerie en in 1902 verkreeg hij erfelijke adelserkenning met de titel graaf overdraagbaar op al zijn afstammelingen. Het echtpaar had een enige zoon, Claude d'Hemricourt (1913-1999), die vrijgezel bleef en in wie deze familietak is uitgedoofd.

## Jean Ernest Philibert Albert de Hemricourt de Ramioulle
Jean-Ernest Albert de Hemricourt (Hoei, 22 april 1770 - Ivoz-Ramet, 7 november 1835) verkreeg in 1816 erkenning in de erfelijke adel, met de titel graaf. De familietak is uitgedoofd.